# Ghiacciaio Temple
Il ghiacciaio Temple (in inglese Stringfellow Glacier) (64°00′S 60°01′W) è un ghiacciaio situato sulla costa di Davis, nella parte nord-occidentale della Terra di Graham, in Antartide. Il ghiacciaio, il cui punto più alto si trova 601 m s.l.m., fluisce fino ad entrare nella parte meridionale della baia di Lanchester.

## Storia
Il ghiacciaio Temple è stato mappato dal British Antarctic Survey, che all'epoca si chiamava ancora Falkland Islands and Dependencies Survey, nel 1956-57, grazie a fotografie aeree scattate dalla Hunting Aerosurveys Ltd. Il ghiacciaio è stato poi così battezzato nel 1960 dal Comitato britannico per i toponimi antartici in onore di Felix Du Temple (1823—1890), l'ufficiale navale francese che, nel 1857, progettò e realizzò il primo modello di aeroplano che si alzò da terra, volò liberamente e atterrò indenne.